# 1636 au théâtre
| Années du théâtre : 1633 - 1634 - 1635 - 1636 - 1637 - 1638 - 1639    |
| Décennies du théâtre : 1600 - 1610 - 1620 - 1630 - 1640 - 1650 - 1660 |

## Pièces de théâtre publiées
- Isaac de Benserade, Cléopâtre, tragédie, Paris, Antoine de Sommaville (Lire en ligne).
- Pedro Calderón de la Barca, Primera parte de comedias, Madrid, María de Quiñones ; l'édition comprend la première publication de La vida es sueño (La vie est un songe).
- Guillaume de La Gaye, Le Duelliste malheureux, tragi-comédie, Rouen ; la pièce est une critique du duel[1] (lire sur Gallica).
- Jean de Rotrou, Agésilas de Colchos, tragi-comédie romanesque.
  - Hercule mourant, tragedie, Paris, Toussaint Quinet, [18]-83 p.
- Georges de Scudéry, La Mort de César et Didon, tragédies.

## Pièces de théâtre représentées
- printemps : La Mariane, tragédie de Tristan L'Hermite, Théâtre du Marais, Paris.
- L'Illusion comique, tragi-comédie de Pierre Corneille, Hôtel de Bourgogne, Paris

dans la dernière scène, le magicien Alcandre, en réponse à une exclamation horrifiée de Pridamant : « Mon fils comédien ! » prononce une apologie du théâtre et célèbre l'« art si difficile » des comédiens qui « dans leur métier, / Ravissent dans Paris un peuple tout entier [...] S'il faut par la richesse estimer les personnes / Le théâtre est un fief dont les rentes sont bonnes / Et votre fils rencontre en un métier si doux / Plus de biens et d'honneurs qu'il n'eût trouvé chez vous. » (vers 1765, 1771-1772, 1801-1804).

## Naissances
- 17 décembre : Achille Varlet, dit Verneuil, acteur français, mort le 26 août 1709.
- Date précise non connue :
  - Adrien-Thomas Perdou de Subligny, avocat et dramaturge français, mort en 1696.

- Vers 1636 : 
  - Isaac-François Guérin d'Estriché, comédien français, sociétaire de la Comédie-Française, mort le 20 janvier 1728.

## Décès
- 12 décembre : Giovan Battista Aleotti dit L'Argenta, architecte et ingénieur militaire italien, constructeur du Théâtre Farnèse à Parme et du Teatro degli Intrepidi à Ferrare, né en 1546.
- vers 1636 : William Sampson, dramaturge anglais, né vers 1590.